# Мария Габриела Савойска
Вижте пояснителната страница за други личности с името Мария.
Мария Габриела Савойска, родена Мария Ганриела Йозефа Алдегунда Аделхайд Маргарита Лудовика Фелицита Януария Савойска (на италиански: Maria Gabriella Giuseppa Aldegonda Adelaide Margherita Ludovica Felicita Gennara; * 24 февруари 1940, Неапол, Кралство Италия), е принцеса на Савоя и писателка на историческа литература, публикувала различни книги за семейството си.

## Произход
Тя е третото дете на Умберто II (* 1904, † 1983), принц на Пиемонт (1904 – 1946), генерален наместник на Кралство Италия (5 юни 1944 – 9 май 1946) и последен крал на Италия (9 май – 18 юни 1946), и на кралица Мария-Жозе Белгийска (* 1906, † 2001). Племенница е по бащина линия на царицата на българите Йоанна. Има един брат и две сестри:
- Мария Пия (* 1934), принцеса на Савоя, принцеса на Югославия като съпруга на принц Александър Караджорджевич и принцеса Бурбон-Пармска като съпруга на принц Мишел Бурбон-Пармски

- Виктор Емануил (* 1937), принц на Неапол, херцог на Савоя (оспорвано), съпруг на Марина Риколфи-Дория, маркиза на Сант Анна ди Валдиери
- Мария Беатрис (* 1943), принцеса на Савоя, съпруга на Луис Рейна-Корвалан и Дилон, аржентински дипломат и преподавател по право.

## Биография

### Ранни години
Принцеса Мария Габриела е родена в Неапол през 1940 г. В семейството ѝ я наричат „Ела“. Като дете се разболява от тиф в Швейцария, където семейството е намерило убежище, и затова е оставена на грижите на своята исландска бавачка и на прислужница, като последната умира от същата болест. Преместването ѝ в Двореца „Квиринал“ е отложено, като е изпратена във Вила „Роузбъри“ в Неапол, за да не зарази брат си и сестрите си.
След институционалния референдум на 2 юни 1946 г. тя отива със семейството си в изгнание в Португалия, където прекарва детството си с баща си в Кашкайш. Получава първото си причастие на 27 април 1949 г. в Параклиса на Ещорил.

### Образование
Получава дипломата си за средно образование от Италианската гимназия в Мадрид и завършва обучението си като устна преводачка на италиански, френски и испански език в Школата за устни преводачи на Женевския университет. По-късно се премества в Париж, където завършва 4-годишно обучение по история на изкуството в известната Лувърска школа.
По съвет на художника Теодор Стравински (син на композитора Игор Стравински) тя посещава летните уроци на Оскар Кокошка в Лятната академия в Залцбург – градът, където тя се влюбва в музиката на Моцарт.

### Брак
В младостта си е свързана с принц Хуан Карлос Бурбон-Испански. На 18-годишна възраст отказва предложението за брак на Мохамед Реза Пахлави, шах на Персия, който иска да обедини дома си с европейска династия.
На 12 февруари 1969 г. сключва граждански брак в Сент Мес (Франция) и на 21 юни 1969 г. – религиозен в Ез с френския предприемач от унгарски произход Робер Зелингер дьо Балкани, от когото има една дъщеря. Двамата се развеждат през ноември 1990 г.

### Дейности
През 1986 г. създава Фондацията „Умберто II и Мария-Жозе Савойски“ – център за исторически изследвания, който популяризира културното наследство на Савойския дом.
Заема позицията на президент на фондацията „Професор Марио Дольоти“, кръстена на едноименния сърдечен хирург от Торино, насочена към подпомагане на болни деца от нуждаещи се семейства. Посвещава се на исторически изследвания на Савойския дом, публикувайки различни книги с непубликувани снимки, включително „Скъпоценните камъни на Савойския дом“ и „Животът в Савойския двор“.
На 10 ноември 2007 г. открива изложба с акварели от периода, в който е ученичка на Оскар Кокошка, в Галерия „Киавачи“ във Флоренция.
Живее в Женева, Швейцария.

### Отношения с Виктор Емануил
Мария Габриела и сестри ѝ Мария Пия и Мария Беатрис, особено след смъртта на майка им Мария-Жозе, имат доста  трудни отношения с брат им Виктор Емануил поради наследството, което майка им оставя след смъртта си. В началото на 2006 г. двете ѝ сестри напускат Ордена на Св. св. Маврикий и Лазар, ръководен от главите на Савойския дом.
По повод ареста на брат ѝ за събитията в Кампионе д'Италия, за който по-късно е напълно оправдан, Мария Габриела прави няколко противоречиви изявления срещу него. От 2013 г. тя възобновява отношенията с брат си, както се вижда от различни снимки, направени на публични и частни поводи.

## Брак и потомство
∞ 12 февруари 1969 (граждански) в Сент Мес, 21 юни 1969 (религиозно) в Ез за Робер Зелингер дьо Балкани (* 4 август 1931, Иклод; † 19 септември 2015, Женева), френски предприемач от унгарски произход, от когото има една дъщеря:
- Мария Елизабет Зелингер дьо Балкани (* 1972), ∞ 2002 за Оливие Янсес, от когото има трима сина и една дъщеря

## Титли и обръщения
- 24 февруари 1940 г. – настояще : Нейно кралско височество принцеса Мария Габриела Савойска

## Творби
- Maria Gabriella di Savoia e Romano Brancalini, Casa Savoia. Diario di una monarchia. 1861-1946: cronaca e storia nelle fotografie inedite della Fondazione Umberto II, Milano, Mondadori Electa, 2001
- Maria Gabriella di Savoia e Stefano Papi, Gioielli di Casa Savoia, Milano, Mondadori Electa, 2002, на англ. Jewellery of the House of Savoy, Milano, Mondadori Electa, 2007
- Maria Gabriella di Savoia e Stefano Papi, Vita di corte in casa Savoia, Milano, Mondadori Electa, 2005